# Richie James
Richard Rhondel James Jr., detto Richie (Sarasota, 5 settembre 1995), è un giocatore di football americano statunitense che milita nel ruolo di wide receiver e kick returner per i Kansas City Chiefs della National Football League (NFL).

## Carriera

### San Francisco 49ers
James fu scelto dai San Francisco 49ers nel corso del settimo giro (240º assoluto) del Draft NFL 2018. Nel corso della settimana 5 contro gli Arizona Cardinals ricevette il suo primo passaggio da 7 yard. Nella settimana 14 contro i Seattle Seahawks, James segnò il suo primo touchdown dopo avere ritornato un kickoff per 97 yard. Nell'ultima gara della stagione regolare contro i Los Angeles Rams segnò il suo primo TD su ricezione. La sua stagione da rookie si concluse con 655 yard su ritorno e 130 yard ricevute. L'anno seguente ricevette 6 passaggi per 165 yard e un touchdown. Il 2 febbraio 2020 scese in campo nel Super Bowl LIV in cui ritornò 4 kickoff a una media di 15,3 yard ma i 49ers furono sconfitti per 31-20 dai Kansas City Chiefs.

### New York Giants
Il 25 marzo 2022 James firmò con i New York Giants.

### Kansas City Chiefs
L'11 aprile 2023 James firmò con i Kansas City Chiefs.

## Palmarès
- Super Bowl : 1

Kansas City Chiefs: LVIII
- National Football Conference Championship: 1

San Francisco 49ers: 2019
- American Football Conference Championship: 1

Kansas City Chiefs: 2023